# Rocket (DC Comics)
Rocket es una superheroína de cómic en los materiales publicados por DC Comics. Un personaje original de Milestone Comics de DC, apareció por primera vez en Icon #1 (mayo de 1993).

## Historia de publicación
En la Comic-Con de 2008, el editor ejecutivo de DC Comics Dan DiDio anunciaron que el Universo Milestone y sus personajes serían revividos y fusionados en el Universo DC. La fusión trata a los personajes como nuevos en el universo, ignorando el crossover de Milestone/DC "Worlds Collide" de 1994. Rocket reapareció en Justice League of America (vol. 2) #27, escrito por su creador Dwayne McDuffie.

## Biografía del personaje
Raquel Ervin nació en la isla de Paris, el barrio más pobre y con criminalidad en Dakota. A pesar de que es sólo la compañera del personaje principal, Ícono, ella es la verdadera protagonista de la serie. Ella anhelaba ser escritora ("igual que Toni Morrison"), pero carecía de la motivación hasta que conoció a Augustus Freeman IV, un abogado corporativo que era secretamente un alienígena varado con poderes sobrehumanos. Esto ocurrió mientras ella y sus amigos estaban robando la casa de Freeman. Raquel convenció a Augustus de convertirse en el superhéroe Ícono, y de tomarla como su compañera, Rocket. Con su disfraz, ella llevaba un cinturón que Ícono llevaba en la devanadera de inercia de vaina de escape, lo que la permitió manipular la energía cinética.
Poco después de que comenzó a aventurarse con Ícono, Raquel descubrió que estaba embarazada de su exnovio, Noble (uno de los otros ladrones del día en que conoció a Freeman). Ella dio a luz un niño, Amistad Augustus Ervin, llamado "Amistad" en honor al famoso barco que trajo esclavos desde África a América, y "Augustus" en honor a Ícono. Aunque su embarazo la hizo renunciar a la aventura por un tiempo, Raquel finalmente se convirtió en una superheroína de nuevo.
Rocket también ayuda a la miembra del Sindicato de Sangre Flashback a combatir su adicción a la cocaína crack. Rocket era más liberal que Ícono, lo que provocó que choquen en un número de ocasiones. Ella entabló amistad con Static, otro superhéroe adolescente de Dakota City. Si bien se ha insinuado que algún día podrían convertirse en más que amigos, su relación se mantuvo platónica durante toda la tirada de sus respectivos títulos.

### DC Universe
Después de la muerte de Darkseid (como se narró en Final Crisis), el continuo espacio-tiempo se rasgó en dos, amenazando la existencia tanto del Dakotaverse y el universo principal DC. El ser conocido como Dharma fue capaz de utilizar las energías que enjaezó de Rift (por la derrota de ese ser en Worlds Collide) para combinar los dos universos, creando una nueva continuidad. Sólo Dharma, Ícono y Superman son conscientes de que Dakota y sus habitantes existieron previamente en un universo paralelo. En la continuidad revisada, Rocket y los otros personajes de Milestone aparentemente siempre han existido en el Universo DC. Rocket todavía está asociada con Ícono, que parece tener una amistad existente con Superman y está exento de la persecución a manos del Cuerpo de Linternas Verdes.
Rocket hace su primera aparición UDC en Justice League of America (vol. 2) #30, interviniendoa a petición de Ícono cuando Batman, Zatanna, Firestorm, y Relámpago Negro atacan a varios miembros del Shadow Cabinet en una misión en la ciudad de Metrópolis. Creyendo que Raquel y los agentes de Shadow Cabinet han secuestrado a la ex miembra de la Liga de la Justicia Internacional Kimiyo Hoshi (Dra. Luz II), Batman inmediatamente intenta golpear a Rocket con un batarang, el que fácilmente desvía con sus poderes. Después de reprender a Batman e informarle que Kimiyo está ilesa, Rocket acompaña a los agentes del Shadow Cabinet y los miembros de la LJA al Satélite de la Liga de la Justicia, donde ayudan a Ícono, Hombre Halcón, y el resto del Shadow Cabinet y los miembros de LJA en una batalla con el Ladrón de Sombras. Una vez que Ladrón de Sombras es derrotado, Rocket y los otros héroes de Milestone vuelven a casa por el uso del Resbalasombras, con Raquel y Augustus, presumiblemente, volviendo a Dakota.
En su cuenta de Twitter, la escritora Gail Simone mencionó que había planeado utilizar a Rocket en algún momento durante su gestión en Wonder Woman, pero no se le permitió.
Rocket hace un cameo en Justice League, hablando a Wonder Woman

## Poderes y habilidades

### Poderes
Ninguno. Todos los poderes sobrehumanos de Rocket derivan de su cinturón de inercia (ver Equipamiento). Al usar su cinturón, puede manipular la energía cinética, obtener cierta super fuerza, y un campo de fuerza cinética.

### Habilidades
Raquel Ervin es una lectora voraz y una escritora talentosa. Siendo ex gimnasta de la escuela secundaria, es muy ágil y tiene reflejos rápidos. Rocket es también una buena combatiente cuerpo a cuerpo debido a su experiencia de lucha contra el crimen como compañera de Ícono.

## Equipamiento
Todos los poderes sobrehumanos de Rocket derivan de la devanadera de inercia instalada en la hebilla de su cinturón. Este aparato es uno de los dos de la cápsula de escape de Ícono, el otro está instalado en el traje blindado actual de Hardware. Cuando se activa, la bobinadora de inercia rodea a Rocket en un "campo de inercia", que absorbe, almacena y redirige cualquier energía cinética utilizada en su contra. El campo de inercia de Rocket es normalmente invisible para el ojo humano. El campo se ilumina de color púrpura cuando absorbe o libera energía cinética.
El campo de inercia sirve principalmente como un campo de fuerza que la protege de cualquier cosa invertida con energía cinética: los golpes físicos, las balas, las caídas, etc. La cantidad máxima de energía cinética que puede absorber y almacenar el campo de inercia de Rocket es desconocida. Sin embargo, el campo casi alcanzó su límite durante la batalla de Rocket con Oblivion.
El campo de inercia de Rocket normalmente se extiende a pocos centímetros de su cuerpo, pero puede ampliar el campo para encerrar áreas mucho mayores. Una vez ella lo utilizó para proteger a un pequeño grupo de personas sin ningún tipo de pérdida de su durabilidad.
Rocket puede liberar la energía almacenada en el campo, dándole un rango de habilidades ofensivas. Ella puede atacar con fuerza sobrehumana rodeando sus puños con energía cinética. Al liberar toda la energía en el campo de inercia, puede tambalear seres poderosos como Ícono de un solo golpe. Sin embargo, tal hazaña dejaría a Rocket indefensa así que prefiere lanzar golpes menos potentes. Además, Rocket tiene escrúpulos morales sobre usar su reserva completa de energía cinética contra oponentes humanos normales.
Rocket también puede utilizar la energía cinética para aumentar la fuerza con la que lanza un objeto, convirtiéndolo en un proyectil peligroso. Por ejemplo, una vez tiró una bala con la fuerza suficiente para competir con un tiro de un rifle de alto calibre. Esta capacidad se limita a los objetos que se pueden levantar y tirar con su fuerza normal.
Al liberar su reserva de energía cinética en haces de enfoque, Rocket puede proyectar poderosos rayos de energía de sus manos. Al igual que con sus golpes cinéticos, la fuerza de estas ráfagas depende de la cantidad de energía cinética que utiliza.
Recientemente, Rocket ha aprendido a usar su bobinadora de inercia para rodear un objetivo dentro de un "campo sin inercia." La energía cinética de este campo anula la energía de cualquier cosa atrapada dentro hasta el nivel molecular. Como resultado, Rocket puede utilizar el campo sin inercia para inmovilizar efectivamente a sus oponentes. De hecho, algunos oponentes pueden caer inconscientes en tanto como el campo previene que las moléculas de oxígeno alcancen sus pulmones. El campo sin inercia consume enormes cantidades de energía y colapsa después de unos segundos.
Rocket puede volar liberando la energía cinética de su campo de inercia bajo ella, lanzándola hacia el cielo. Al principio, ella no era muy hábil con esta facultad y por lo tanto sólo podía saltar a grandes distancias. Sin embargo, después del entrenamiento de Darnice, Rocket puede usar su energía cinética como medio de propulsión para un auténtico vuelo. Rocket es capaz de volar a través de pasillos estrechos y realizar maniobras aéreas complejas. Incluso puede flotar en el aire al liberar ráfagas controladas de energía cinética debajo de ella.
El campo de inercia de Rocket tiene ciertas debilidades debido a su propia naturaleza. En primer lugar, el campo no se activará si una persona o un objeto ejerce poca energía cinética contra él. Esto hace a Rocket vulnerable a los ataques de sigilo, que dependen de movimientos más lentos y una fuerza mínima. En segundo lugar, el campo de inercia ofrece poca protección contra las armas basadas en energía no cinética como la térmica (por ejemplo, lanzallamas) o la eléctrica (por ejemplo, armas de electrochoque). Por último, Rocket empezará a sentir que la fuerza de los ataques se dirige contra el campo si se sobrecarga como ocurrió en su batalla contra Oblivion.

## En otros medios

### Televisión
- Rocket aparece en Young Justice, con la voz de Kali Troy en "Los sospechosos de siempre", "Viejos conocidos" y "Satisfacción", y con la de Denise Boutte en "Intervención". En el episodio "Revelación", ella e Ícono aparecen ayudando a la Liga de la Justicia a luchar contra una criatura planta enorme creada por la Liga de la Injusticia. Reaparece en el episodio "A prueba de fallos", trabajando con Flecha Roja, Zatanna, Garth y Tula como parte de una célula de resistencia tratando de detener una invasión extraterrestre. Más tarde aparece en "Fuera de lugar", salvando un autobús en el borde del puente. En "Agendas", Wonder Woman nombra a Rocket como miembro de la Liga de la Justicia, un sentimiento que repite tanto Canario Negro como la Mujer Halcón. sin embargo, Superman rechaza esta idea con el argumento de que no tiene la edad suficiente para unirse a la Liga. En "Los sospechosos de siempre", Rocket se une al Equipo después de que Ícono se instala en la Liga de la Justicia, en el final del episodio se entera de que detener criminales a nivel de amenaza mundial es un día normal para el equipo. Ella ayudó a que el resto de equipo derrotara a Vándalo Salvaje y a la controlada mentalmente Liga de la Justicia, sobre todo acabando con su mentor e incapacitando a Wonder Woman. Ella muestra una atracción a Aqualad, y lo besa al final de "Viejos conocidos". Ella aparece en la segunda temporada, establecida cinco años después de los eventos de "Viejos conocidos". Siendo una adults, Rocket aparece como miembro de la Liga de la Justicia junto a su excompañera Zatanna. Más tarde en la temporada Rocket se compromete y organiza una despedida de soltera para celebrar con todos los viejos y nuevos miembros femeninos de la Liga. En "Intervención", Rocket ayuda a Zatanna a formar un campo de contención alrededor de Escarabajo Azul, como parte de un plan para romper el control de Reach sobre él.

### Videojuegos
- Rocket aparece como un personaje jugable en el videojuego Young Justice: Legacy, con la voz de Cree Summer.